# 李纯 (民国)

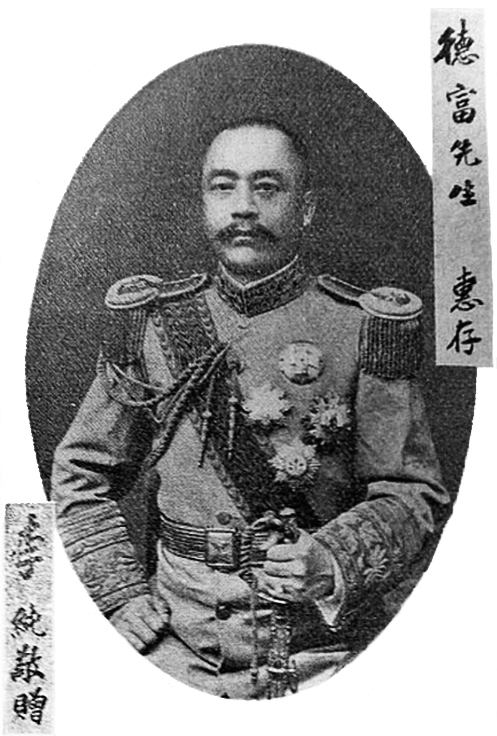
李纯赠给日本文豪德富苏峰的照片

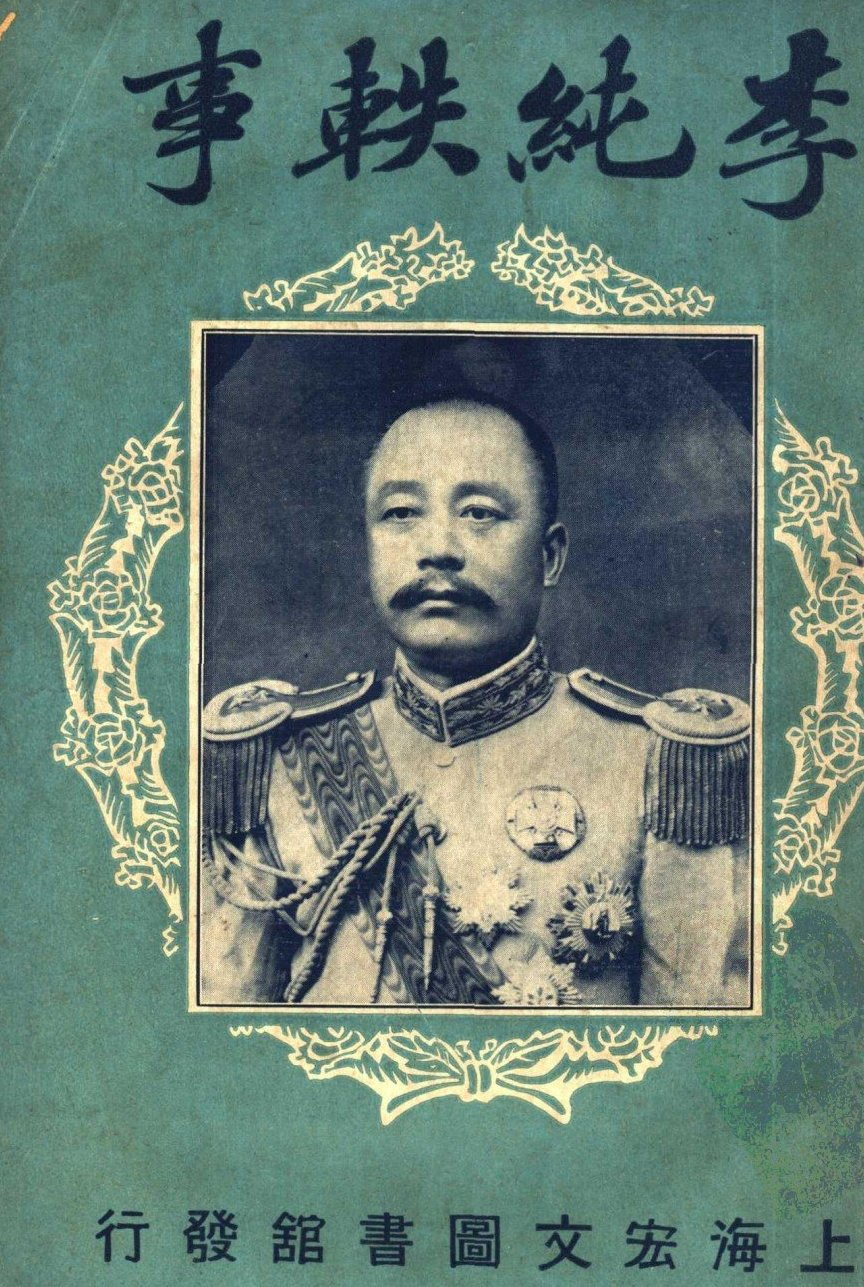
李純

李纯（1867年9月12日—1920年10月12日），字秀山，直隶天津河北水梯子人，直系将领，南开大学早年捐赠人之一。和王占元、陳光遠合称「長江三督」。

## 生平

### 江西省的統治者
1888年（光緒十四年），李纯入天津武備学堂第2期。1895年（光緒二十一年）毕业后，他参加袁世凱創設的新建陸軍，任督隊稽査先鋒官。1902年（光緒二十八年），李純被任命为馮国璋手下的提調。1903年（光緒二十九年）后，他升入铁良所率的京旗常備軍。1907年（光緒三十三年），他任陆军第六鎮第11協統領。
1911年（宣統三年）4月，他获授協都統之位。同年10月武昌起義爆发，李純所率的第11協改组为第21混成協，随馮国璋所率的第1軍镇压革命派。11月，李純部攻击漢陽。
中華民国成立後，李純任第六師師長，驻河南省信陽。1913年（民国二年）5月初，李純第六師自保定南調武漢，另調精銳從海道向上海增援:122。7月，江西都督李烈鈞参与发动二次革命，李純被袁世凱任命为九江鎮守使。李純击败李烈鈞，于8月占领南昌。因此功绩，李純署江西都督。
1914年（民国三年）6月，他获将军府授予“昌武将軍”，督理江西全省軍務。
1915年（民国四年），袁世凱称帝，起初获得李純支持。同年12月護国战争爆发，反袁舆论高涨，李純追随馮国璋、段祺瑞，对袁世凯称帝持消极态度。1916年（民国五年）3月，在馮国璋的指示下，李純等5省将軍发出密电，劝袁世凯取消即皇帝位。同年6月6日袁世凱死去，7月各省将軍改为督軍。李純留任江西督軍。

### 江蘇省的統治者

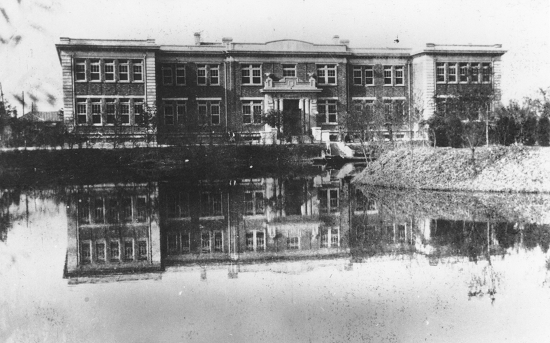
李纯捐建、1924年落成的南开大学秀山堂

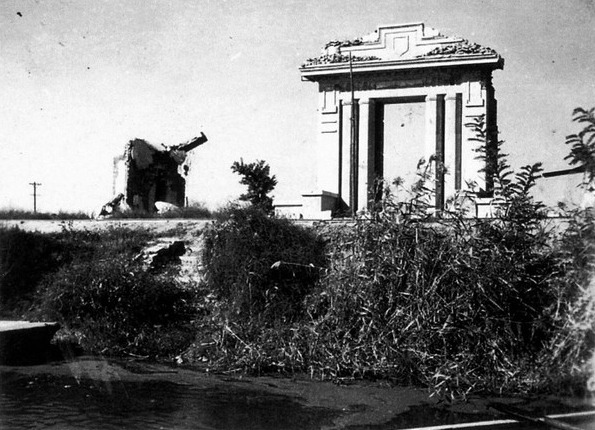
李纯捐建的秀山堂于1937年毁于日军战火后的残迹

1917年（民国六年）8月，馮国璋到北京就任代理大总統，李純转任江蘇督軍。護法運動開始后，为应对孫文的南方政府，主张「武力統一」的段祺瑞与主张「和平統一」的馮国璋之間发生对立。10月，段祺瑞决定派兵赴湖南省讨伐護法軍政府，李純及湖北督軍王占元、江西督軍陳光遠要求段祺瑞停止行动。此后，段祺瑞被迫取消讨伐南方軍，并且卸任国務总理。李、王、陳三位督軍被誉为影响国政的「長江三督」，其中李纯又被视为灵魂人物。
翌年，段祺瑞的心腹徐樹錚从奉系張作霖处获得支援，3月段祺瑞重任国務总理。段对馮国璋的压力增大，坚持「和平統一」路线变得困難。李純继续高唱「和平統一」路线，摆出了和皖系对决的姿态。同年10月馮因任期已满而退任，12月逝世。李純失去了后盾。当时直系内部曹锟、吴佩孚抬头，李純仅能维持对江蘇一省的支配权。
1920年（民国九年）7月直皖战争爆发，李純自然作为直系参战，但没有挺进北方的主战場。直系勝利后，李純自己的影響力未能強化，反而更加孤立。此后江蘇省内反李純的舆论高涨，省内外的逼迫使李純精神不振。
同年10月12日，李純在南京的督軍署中自殺。享年54岁（满53歳）。

## 逸闻
李纯做官期间善于经营，是江西钨业公司的大股东，在津京两地广置房地产，是当时天津最大的房产主之一。北京的平安里就是当时李纯将庄王府拆除移建为天津祠堂后修建的，而移建的王府即是今天天津南开区的李纯祠堂。他还兴办教育，创办了今天津河北区的秀山小学，向南开大学捐资建设了秀山堂。1937年李纯捐建的秀山堂毁于日军战火。
2016年10月，“木斋馆、秀山堂、思源堂复建奠基仪式”在南开大学津南校区举行，李纯捐建的秀山堂将与木斋馆、思源堂等三座南开大学校史上重要的历史建筑在南开大学津南校区复建。